# Federica Carlota de Hesse-Darmstadt
Federica Carlota de Hesse-Darmstadt (Darmstadt, 8 de septiembre de 1698 - Darmstadt, 22 de marzo de 1777) nacida princesa de Hesse-Darmstadt, se convirtió por matrimonio en princesa de Hesse-Kassel.

## Biografía
Federica Carlota era hija del landgrave Ernesto Luis de Hesse-Darmstadt (1667-1739), y su esposa Dorotea Carlota (1661-1705), hija del margrave Alberto II de Brandeburgo-Ansbach (1620-1667). Se comprometió con el landgrave Maximiliano de Hesse-Kassel (1689-1753) el 6 de octubre de 1720, y se casó con él en Darmstadt el 28 de noviembre de 1720.
Después de su matrimonio, Federica Carlota permaneció muy poco en la corte de Kassel, prefiriendo quedarse -sola o con sus hijas- a veces durante meses enteros, con su padre, el landgrave Ernesto Luis, en la residencia de Darmstadt. Sin embargo, sus continuas ausencias de Kassel, lejos de su marido, fueron muy criticadas por la familia de Maximiliano. Tales críticas y malentendidos incluso la llevaron a mantener una conducta exaltada y un estilo de vida suntuoso.
Después de la muerte de Maximiliano, en mayo de 1753, Federica Carlota dejó Hesse-Kassel para siempre y regresó a su tierra natal, fijando su residencia en Darmstadt. Aquí murió el 22 de marzo de 1777 y fue enterrada en la llamada Cripta de los Landgraves, erigida en 1687 en la Iglesia de Darmstadt (en el lado sur del pasillo), hoy no accesible al público.

## Niños
El matrimonio con Maximiliano produjo los siguientes hijos:
- Carlos (n. Kassel, 30 de septiembre de 1721 - m. Kassel, 23 de noviembre de 1722).
- Ulrica Federica Guillermina (n. Kassel, 31 de octubre de 1722 - m. Eutin, 28 de febrero de 1787) se casó en 1752 con el duque Federico Augusto I de Oldemburgo, y fue la madre de Carlota de Holstein-Gottorp, reina de Suecia.
- Cristina Carlota (n. Kassel, 11 de febrero de 1725 - m. Kassel, 4 de junio de 1782) se convirtió el 17 de abril de 1765 en canóniga del convento de Herford, y el 12 de julio de 1766 en co-auditora de la abadesa de Herford.
- María (n. Kassel, 25 de febrero de 1726 - m. Kassel, 14 de marzo de 1727).
- Guillermina (n. Kassel, 25 de febrero de 1726 - m. Berlín, 8 de octubre de 1808) se casó con el príncipe Enrique de Prusia en 1752
- Un hijo nacido muerto (Kassel, octubre de 1729)
- Isabel Sofía Luisa (n. Kassel, 10 de noviembre de 1730 - m. Kassel, 4 de febrero de 1731).
- Carolina Guillermina Sofía (n. Kassel, 10 de mayo de 1732 - m. Zerbst, 22 de mayo de 1759), casada en 1753 con el príncipe Federico Augusto de Anhalt-Zerbst